# 雲助
雲助（くもすけ）とは、江戸時代に、宿場や街道において荷物運搬や川渡し、駕籠かきに携わった人足を指し示す日本語の言葉である。蜘蛛助と書くこともある。

## 概要
本来人足業は、農家の助郷役として行なわれていたが、代銭納が増えたことで人足が不足となった。そのため江戸幕府は1686年（貞享3年）に、出所の知れた浮浪人に限って人足とすることを許可している。これらは宿場人足と呼ばれ、親方の下である程度の統制を受けたが、そこに混じって出所の知れないモグリの宿場人足が横行した。
これらモグリの人足の中にはたかり・ぼったくり・窃盗を行なうタチの悪い無頼の者も多かった事から、蔑称として用いられるようになった。もちろん、風雨や危険な山道を省みずに昼夜問わず駆け抜けて旅行者を安全に輸送した善良な雲助も大勢存在し、江戸時代を通じてこうした雲助が、道中の安全な移動を支えてきたのも事実である。
現在ではいわれのない侮辱を与える言葉として忌避されている一方で、悪質な運転をするタクシー運転手や路線バス運転手を嘲る時の軽蔑語としても使われることがある。
テレビドラマや映画では着物を羽織った姿で登場する彼らであるが、実際には、褌ひとつの身軽な格好がほとんどだった。ただし寒い冬は衣服を用いることもあった。

## 言葉の由来
雲助という言語の由来は定かではないが、一説によると人足たちが定住せずに「雲」のように周辺をさまようからだとも言われている。また、（モグリのため）宿場の外れの街道沿いで客を待ち構える様子が蜘蛛が網をはっているようであるからという説もある。
「足下を見る」という言葉は弱みにつけこむことを指すが、これはたちの悪い雲助が客の草履を見て、擦り切れている（＝もう歩けない）場合に高い金額をふっかけたということに由来する。
派生語として「雲助根性」という言葉があるが、これは他人の足下を見るような行為・考え方を指す。

## タクシー運転手への蔑称としての使用が問題視された事件

### 横山やすし「雲助」事件
1977年（昭和52年）、上方お笑い界で人気者だった横山やすしが、乗車したタクシー運転手に「お前ら、今でこそ運転手と呼ばれとるが、昔で言えば駕籠かき雲助やないか。」と言い、運転手から侮辱罪で訴えられた。刑事事件としては大阪地検で不起訴になったが、後の民事訴訟で大阪高裁が10万円の慰謝料支払いを命じた。

### 京都地裁「雲助」表現問題
1999年10月に、強盗殺人を犯した京都名鉄タクシー（現・南ヤサカタクシー）運転手に対して京都地裁が出した判決文の中に、「一般論でいえばタクシー乗務員の中には雲助（蜘蛛助）まがいの者や賭事等で借財を抱えた者がまま見受けられること」（京都地判平成11年10月18日同地裁平成11年ワ第602号損害賠償請求事件）と記述された。これに対し、京都旅客自動車協会や民主党などが抗議文を出し、タクシー業界では東京のタクシー運転手が名誉毀損で国家賠償請求訴訟を提訴した。京都地裁の所長は、この判決文を書いた裁判官に対し注意処分を行った。

## 雲助（うんすけ）
雲助（くもすけ）のことを「うんすけ」と読む者もいるが、これは誤読である。もしくは運転手（うんてんしゅ）の「うん」とかけている可能性がある。
また「うんすけ」と読む場合、酒・醤油・酢等の液体を醸造用の大樽など大型の容器から小分けして小型の容器に移す際に、仲立ちとして使用される注ぎ口付きの高さ数十 cmほどの中型の焼き物（陶器）の一時貯蔵用容器（甕・壷・徳利）を指す。この「うん」は、この陶器の生産地であった雲州を語源とする説がある。